# Vittoria (gemeente)
Vittoria is een stad op het Italiaanse eiland Sicilië in de provincie Ragusa. De stad werd op 24 april 1607 gesticht door barones Vittoria Colonna Enriquez. De aardbeving van 1693 richtte in Vittoria minder grote verwoestingen aan en eiste minder slachtoffers dan in de andere plaatsen van het Val di Noto. Kenmerkend voor de stad is het grote aantal panden dat begin 20e eeuw in de Libertystijl gebouwd is.
Het gebied rondom de stad behoort tot de belangrijkste landbouwgebieden van Sicilië. Tegenwoordig wordt er steeds meer gebruikgemaakt van kassen, waar onder meer tomaten en bloemen in gekweekt worden. Vittoria brengt ook veel wijn en olijfolie voort.
Ten zuidwesten van de stad ligt aan de monding van de rivier de Ippari het archeologische park Camarina met resten van een Griekse stad. Deze werd in 598 v.Chr. door de Korinthiërs van Syracuse opgericht en drie eeuwen later in 258 v.Chr. door de Romeinen verwoest. In het park is een archeologisch museum gevestigd en zijn onder meer resten van de stadsmuur en een tempel te bezichtigen.

## Bezienswaardigheden
- De kerk "Santa Maria delle Grazie"
- Teatro Comunale (1877)

## Geboren
- Luca Marin (9 april 1986), zwemmer
- Danilo Napolitano (31 januari 1981), wielrenner.

## Externe link

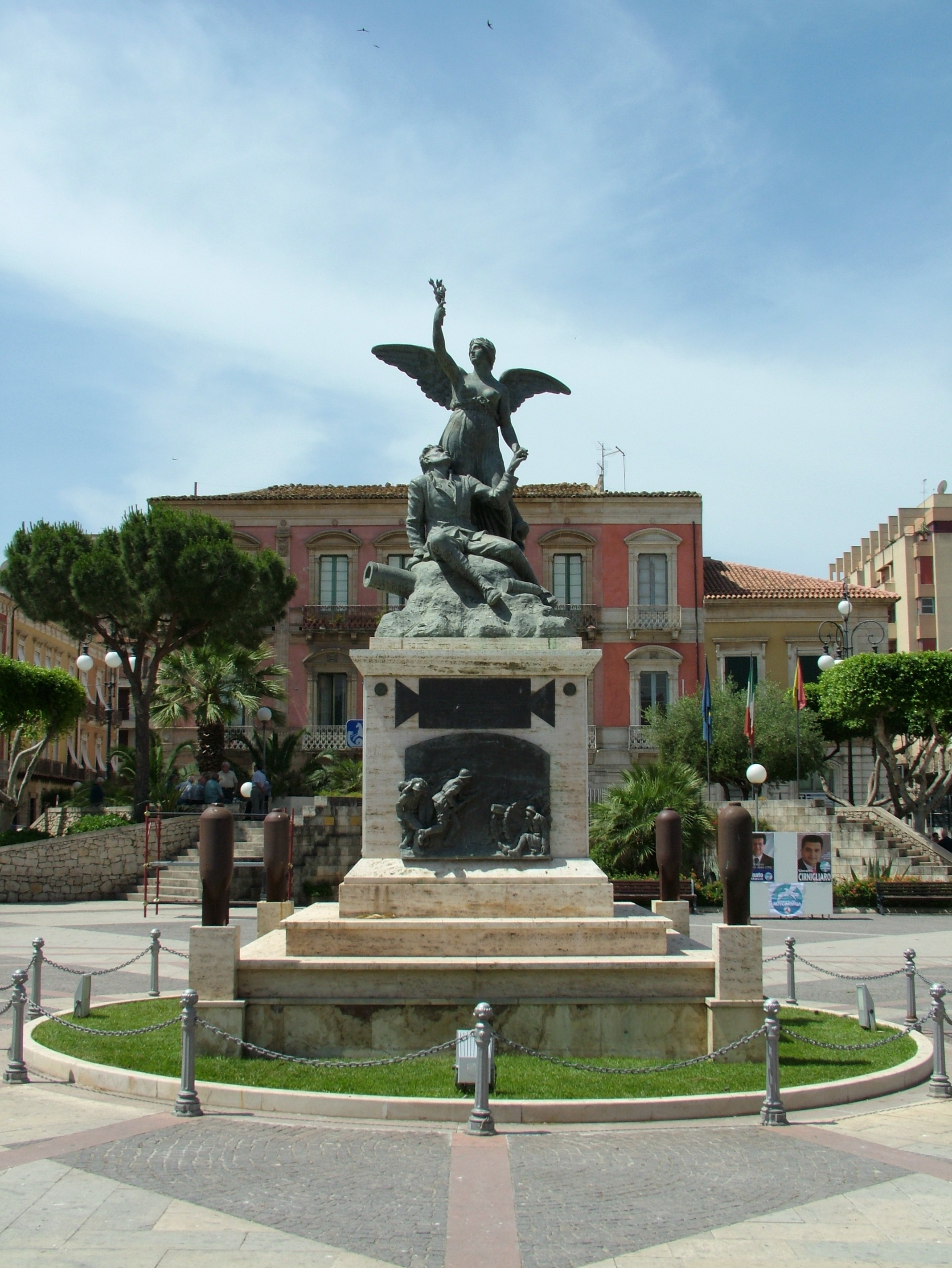
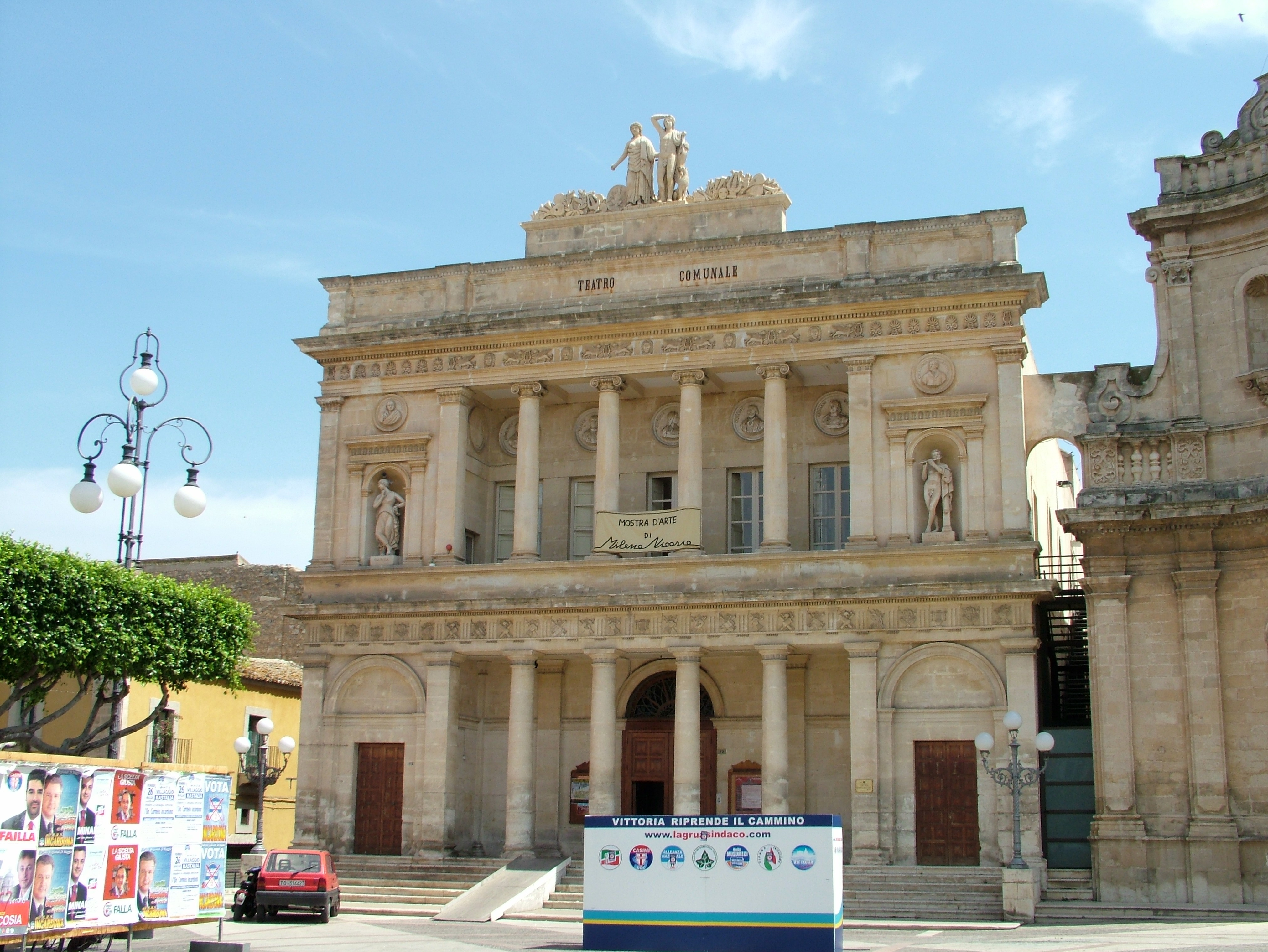
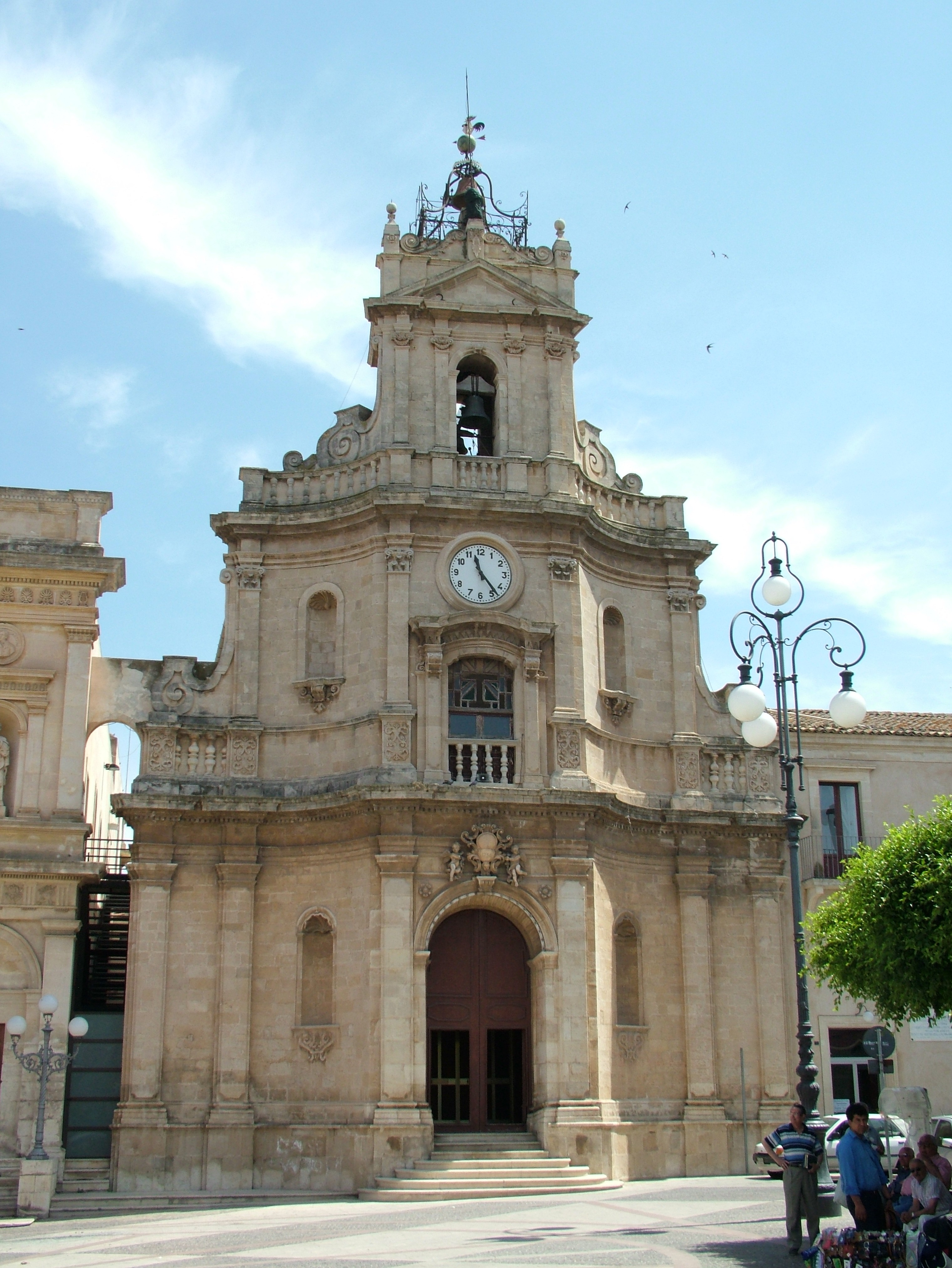